# Schipdonkkanaal
L'Schipdonkkanaal també anomenat canal de derivació del Leie (en dialecte local l'Stienker) enllaça el Leie a Deinze amb el mar del Nord a la frontera de Zeebrugge i Heist. Té una llargada de 56 km. La meitat del canal des del Leie fins a l'enllaç amb el canal d'Eeklo fa part de la xarxa de les vies navegables de Bèlgica: 13,428 km de classe I i 14,089 km de classe II però avui només serveixen per a la navegació esportiva.

## Història

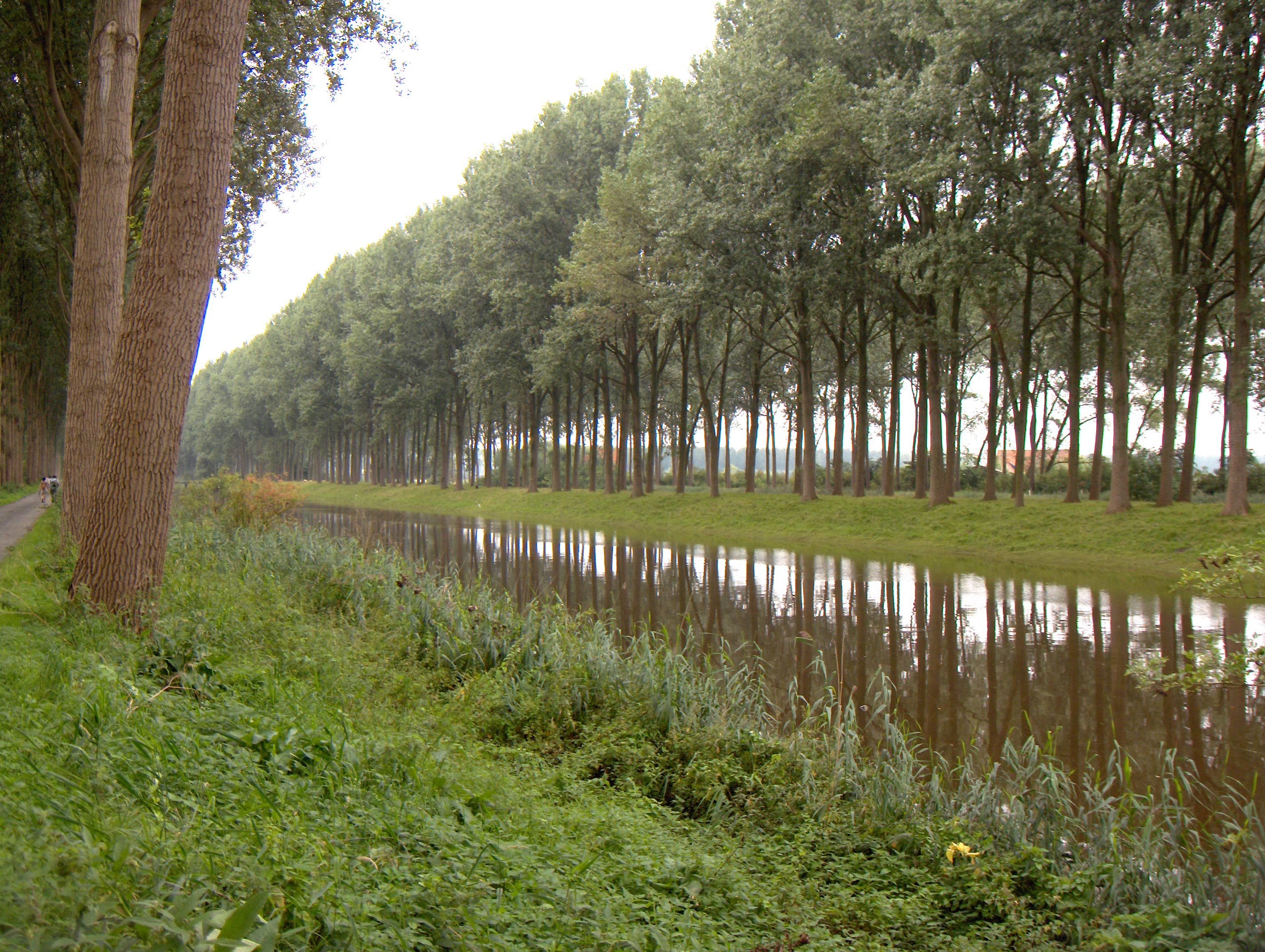
L'Schipdonkkanaal entre Damme i Moerkerke
Al segon pla es veu el canal paral·lel Leopoldvaart.

El canal es va construir a la segona meitat del segle xix, in principis per evitar que les aigües contaminades del Leie de molt mala olor travessin el centre de la ciutat de Gant i per a controlar-hi les inundacions freqüents. La construcció del canal va prendre catorze anys. A la creu amb el canal Gant-Bruges, una via navegable, s'havia de construir un sifó, una obra que va prendre quatre anys.
Va tenir una importància estratègica durant les dues guerres mundials i doncs de batalles feroces. La més coneguda és la batalla de Ronsele a l'octubre 1918. El maig de 1940 la batalla final de la campanya de divuit dies contra els exèrcits alemanys en gran manera va tenir lloc al mateix canal de Schipdonk. A la fi de la guerra, el 1944, va haver-hi nombroses batalles sanguinolents entre els americans i els alemanys als pobles Balgerhoeke, Meigem i Vinkt, situats als marges del canal.
Des de mitjan segle xx hi ha un projecte d'eixamplar el canal i fer-ne una via navegable entre Gant i el port de Zeebrugge. Els opositors critiquen el cost enorme d'una intervenció que hauria un gran impacte negatiu en el paisatge i l'ecosistema fluvial, per un guany económic més que dubtós. Una modernització del canal Gant-Bruges costaria menys i seria preferible tant del punt de vista ecològic com del punt econòmic. El 2016 el govern de Flandes dubtava de l'utilitat d'aquest projecte, però tot i la pressió de veïns i moviments de protecció de la natura, va mantenir reservades les terres al marge del canal, «per si de cas». Finalment, després de quaranta-i-cinc anys d'hesitar, el 2022 el govern va abandonar definitivament el projecte.

## Geografia

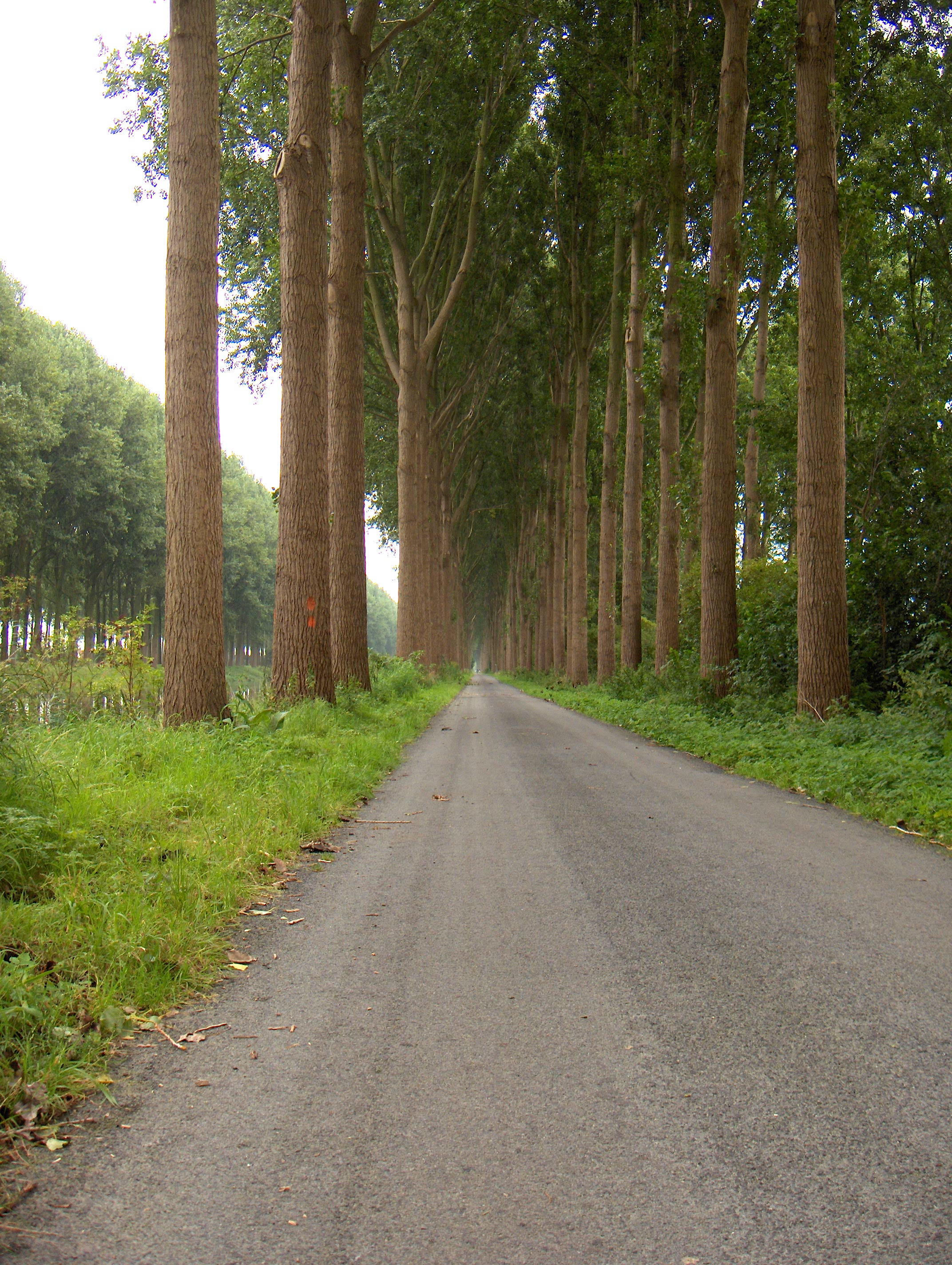
Camí de sirga

El canal es bifurca del Leie a Deinze, a través del centre del poble de Nevele fins al sifó sota el canal Bruges-Gant. El sifó ha dues funcions: prevenir que les aigües de les dues vies es mesclin i permetre la continuïtat de la navegació a l'altre canal. De Zomergem a Damme es va aprofitar el canal medieval obsolet, el Lieve. Passat Strobrugge a Maldegem, el canal corre paral·lement amb el Leopoldvaart fins al mar del Nord. El dos canals paral·lels formen un paisatge pintoresc i els camins de sirga són molt aficionats pels cicloturistes.

## El nom
El nom popular del canal, Stienker, significa «el pudint» per raó de les aigües contaminades que feien molt mala olor. Aquest nom rima amb el del canal bessó Leopoldvaart conegut localment com el Blienker o «el brillant», per raó de les seves aigües clares. Després de la depuració del Leie i la disparició de molta indústria pol·luint, la diferència de qualitat de les aigües és molt més petita que abans, però els dos noms van romandre.